# 코르도바의 예수회 수사 유적
코르도바의 예수회 수사 유적(스페인어:Manzana Jesuítica y Estancias de Córdoba)은 아르헨티나 코르도바의 예수회 선교사들에 의해 지어진 여러 건물 유적들이다. 남아메리카에서 오래된 대학 중 하나인 코르도바 대학을 비롯하여 여러 건물들과 주거시설들이 지어졌다.
농장들과 여러 시설들은 1615년에 지어지기 시작하였는데, 1767년에 추방령이 내려지기까지 예수회 사람들이 살았다. 그 후 다시 예수회 사람들이 돌아오는 1853년까지는 프란체스코회 사람들이 이 곳에서 살았다. 각각의 구역마다 특징이 있는 교회와 건물들이 있으며, 많은 관광객들이 다녀가고 있다.
2000년에 유네스코에 의하여 세계유산에 지정되었다.